# Vicente Martín Muñoz
Vicente Martín Muñoz (La Nava de Santiago , 16 de setembro de 1969) é um bispo católico espanhol, bispo titular de Valpuesta e bispo auxiliar de Madrid .

## Biografia
Nasceu em 16 de setembro de 1969, na cidade espanhola de La Nava de Santiago, Badajoz . Filho de Jacinto Martín e Catalina Muñoz, sendo batizado na paróquia La Asunción de Nuestra Señora .
Mais tarde, sua família mudou-se para Mirandilla, onde viveu a infância e a juventude. Em 1987 foi confirmado no Seminário San Antón (Badajoz), pelas mãos de Dom Antonio Montero Moreno.

### Treinamento
Em 1994, depois de estudar no Seminário Metropolitano de San Antón de Badajoz, obteve o bacharelado em Teologia . Depois, em 2006, obteve o título de mestre em Doutrina Social da Igreja pelo Instituto Social Leão XIII. Posteriormente, estudou no Instituto Superior Pastoral de Madrid, obtendo a licenciatura em Teologia Pastoral em 2018.

### Padre
Foi ordenado sacerdote em 17 de junho de 1995, incardinando-se na arquidiocese de Mérida-Badajoz.
Depois de cumprir o serviço militar nas Forças Armadas, como sacerdote desempenhou diversos ministérios e foi: pároco de Santiago Apóstol em Calera de León (1996-1998); e A Assunção de Nossa Senhora , em La Nava de Santiago e Santa María del Prado , em La Roca de la Sierra (1998-2002).
Foi também pároco in solidum  de San Mateo Apóstol e Santa María del Mercado em Alburquerque (2002-2006), sendo também arcipreste de Alburquerque (2004-2006) e pároco de Nuestra Señora de la Asunción nos bairros de El Gurugú e Los Colorines de Badajoz (2006-2016). Além disso, atuou como delegado diocesano da Caritas de Mérida-Badajoz (2006-2012). Depois foi delegado para a Vida Consagrada (2013-2016). 
Ministrou cursos e colaborações nos arciprestes de Almendralejo, Badajoz, Mérida e Oliva de la Frontera, entre outros; no módulo de iniciação do DSI (2012-2014); na Universidade da Estremadura; e em vários dias de formação sobre Apostolado Secular, Acção Católica Geral para Adultos, Conferência Espanhola de Religiosos (CONFER) e Vida Consagrada.
Foi professor de Doutrina Social da Igreja e Pastoral Social no Centro Superior de Estudos Teológicos do Seminário Metropolitano  e no Instituto Superior de Ciências Religiosas "Virgen de Guadalupe" (2014-2016). Da mesma forma, foi membro do Conselho Presbiteral (2004-2006; 2014-2016).
Foi membro do departamento diocesano para a Doutrina Social da Igreja (2010-2024), delegado episcopal da Caritas Española , e colaborador na paróquia Nuestra Señora de las Angustias de Madrid (2018-2024). Da mesma forma, foi diretor do secretariado da Subcomissão Episcopal de Caridade e Ação Social (2020-2024).
É autor de diversas obras sobre formação, Pastoral Social e Doutrina Social da Igreja, algumas publicadas pela Caritas Española Editores, e também colabora com diversas revistas e periódicos, como Vida Nueva .

### Bispo
Em 23 de abril de 2024, foi tornada pública a sua nomeação pelo Papa Francisco como bispo titular de Valpuesta e auxiliar de Madrid. Recebeu a ordenação episcopal no dia 6 de julho, na Catedral da Almudena . 